# ريكوبا سودأمريكانا 2018
ريكوبا سودأمريكانا 2018 هو الموسم 26 من  ريكوبا سودأمريكانا. أشرف على تنظيمه كونميبول، وكان عدد الأندية المشاركة فيه  2، وفاز فيه غريميو بورتو أليغرينزي.